# Anklageschrift
Die Anklageschrift ist im Strafverfahren die das gerichtliche Verfahren einleitende Antragsschrift der Staatsanwaltschaft oder eines Privatklägers.

## Funktion
Die Anklageschrift hat drei Funktionen. Über ihre Informationsfunktion vermittelt sie dem Angeklagten das Wissen über den gegen ihn erhobenen Vorwurf. Ihre Umgrenzungsfunktion dient der Konkretisierung der Tat und der Abgrenzung gegenüber anderen Lebenssachverhalten. Durch die Anklageschrift wird der Prozessgegenstand in sachlicher (Zeit, Ort und Tat) und persönlicher (Täter) Hinsicht festgelegt (Immutabilitätsprinzip).

## Bedeutung
Die Anklageschrift ist von entscheidender Bedeutung für das weitere Verfahren. Der Eröffnungsbeschluss lässt die Anklage zwar erst (mitunter modifiziert) zu, aber bezieht sich immer auf die Anklage. Fehlt eine Anklage, so wird dies in der Revision von Amts wegen beachtet. Es ist also keine besondere Rüge erforderlich.

## Aufbau
Wesentliche Vorgaben zu Aufbau und Inhalt der Anklage sind § 200 StPO und Nr. 110 RiStBV zu entnehmen.
Der Aufbau der Anklageschrift richtet sich nach den örtlichen Gepflogenheiten. So lassen sich im Wesentlichen eine süddeutsche und eine norddeutsche Fassung unterscheiden.
Die nachfolgende Schilderung bezieht sich auf die niedersächsische bzw. die nordrhein-westfälische Fassung.
Die Anklageschrift beginnt mit dem Rubrum, in dem der Beschuldigte individualisiert wird (durch Name, Wohnort, Geburtstag, Geburtsort, Familienstand, Nationalität). Dann kommen Zeit und Ort der Tatbegehung. Diese haben Bedeutung für die Verjährung und die örtliche Zuständigkeit des jeweiligen Gerichts. Es ist nur erforderlich, dass ein Tatort angegeben wird.
Als Nächstes kommen die eigentlichen „Kerne“ der Anklageschrift: Das Abstraktum und die Konkretisierung. Das Abstraktum wiederholt den Gesetzestext der jeweiligen Strafnorm. Soweit besondere, gesetzliche Tatumstände vorlagen z. B. „eine das Leben gefährdende Behandlung“, werden diese aufgenommen. Die Konkretisierung ist das Spiegelbild des Abstraktum im Tatsächlichen. Jedes Tatbestandsmerkmal muss dabei seine Entsprechung finden. Wird z. B. ein Diebstahl angeklagt, muss die Konkretisierung die fremde bewegliche Sache, die Wegnahme, den Vorsatz und die Zueignungsabsicht umschreiben. Zu Rechtswidrigkeit und Schuld sind keine Ausführungen erforderlich. In der Praxis ist es üblich geworden, die Terminologie des Gesetzes in der Konkretisierung nicht mehr zu verwenden, was zu etwas sperrigen Formulierungen führt.
Nach der Konkretisierung werden besondere Tatfolgen angeführt. Wenn also dem Beschuldigten die Fahrerlaubnis entzogen werden soll, so heißt es beispielsweise: „Durch die Tat hat sich der Beschuldigte als ungeeignet zum Führen von Kraftfahrzeugen erwiesen“.
Es folgen die gesetzlichen Bestimmungen, zunächst aus dem besonderen Teil des StGB oder des Nebenstrafrechts und dann aus dem allgemeinen Teil des StGB.
Diese Teile, deren Reihenfolge je nach Bundesland variieren kann, bilden den Anklagesatz und sind zu Beginn der Hauptverhandlung zu verlesen.
Dann folgen die Beweismittel und das wesentliche Ermittlungsergebnis. Letzteres ist die Geschichtserzählung der Tat, einschließlich der Motive und der Vorgeschichte.
Ganz am Ende stehen die Anträge der Staatsanwaltschaft. In der Regel handelt es sich nur um den Antrag, das Hauptverfahren vor dem jeweils zuständigen Gericht zu eröffnen, wobei auch der Spruchkörper zu bezeichnen ist (vgl. Nr. 110 Abs. 3 RiStBV). Aufzunehmen ist in die Anklage gegebenenfalls ferner ein Antrag zur Fortdauer der Haft (vgl. Nr. 110 Abs. 4 RiStBV).